# Giulio Leopardi Dittaiuti
Giulio Leopardi Dittaiuti (Roma, 24 gennaio 1931 – 9 novembre 1999) è stato un imprenditore e politico italiano.

## Biografia
Fu deputato nella sola  quarta legislatura e senatore nella quinta tra le file del Partito Liberale Italiano. Morì nel 1999. Fu autore alla camera di 38 interventi e 36 progetti di legge. Ricoprì anche gli incarichi di segretario e vicesegretario del proprio gruppo parlamentare.

## Incarichi
IV Legislatura della Repubblica italiana
- XI Commissione agricoltura e foreste. Membro dal 1 luglio 1963 al 4 giugno 1968.
- Commissione speciale per l'esame della proposta di legge tozzi condivi n. 643: "provvedimenti per la sistemazione della città di loreto in considerazione della importanza religiosa, artistica e turistica nonché per conseguenti opere di interesse igienico e turistico". Membro dal 18 febbraio 1964 al 4 giugno 1968.
- Commissione speciale per l'esame della proposta di legge delfino n.2 "piano straordinario per favorire la rinascita economica e sociale dell'abruzzo - molise". Membro dal 17 marzo 1964 al 4 giugno 1968.
- Commissione speciale per l'esame del disegno di legge n. 2186 "conversione in legge del decreto - legge 15 marzo 1965, n. 124, recante interventi per la ripresa economica nazionale". Membro dal 23 marzo 1965 al 6 aprile 1965.
- Commissione speciale per l'esame dei progetti di legge relativi alle zone depresse del centro nord. Membro dal 20 giugno 1966 al 4 giugno 1968.